# Meteng
Meteng is een bestuurslaag in het regentschap Sampang van de provincie Oost-Java, Indonesië. Meteng telt 4912 inwoners (volkstelling 2010).